# Macarostola ageta
Macarostola ageta là một loài bướm đêm thuộc họ Gracillariidae. Nó được tìm thấy ở Queensland.